# ボジャン・バゼリ
ボジャン・バゼリ（Bojan Bazelli、1957年8月15日 - ）は、ユーゴスラビア社会主義連邦共和国（現・モンテネグロ）出身のアメリカ合衆国で活動する撮影監督。
ヘルツェグ・ノヴィ出身。プラハ映画・音楽芸術アカデミー（FAMU）に学ぶ。その後渡米し、アベル・フェラーラ監督作品の撮影を担当、ハリウッドの映画作品の撮影を手がけるようになる。全米撮影監督協会の会員。

## 主なフィルモグラフィー
- チャイナ・ガール China Girl (1987)
- テープヘッズ Tapeheads (1988)
- テロリズムの夜/パティ・ハースト誘拐事件 Patty Hearst (1988)
- パンプキンヘッド Pumpkinhead (1988)
- 屋根うらの怪人/キャンパスの春は大椿事! Big Man on Campus (1989)
- サラ・ハーディの亡霊 The Haunting of Sarah Hardy (1989) テレビ映画
- キング・オブ・ニューヨーク King of New York (1990)
- ミステリー・アパート Curiosity Kills (1990) テレビ映画
- グノーム/ボクの素敵なパートナー A Gnome Named Gnorm (1990)
- ウォッチャー Somebody Has to Shoot the Picture (1990) テレビ映画
- フィーバー/非情の標的 Fever (1991) テレビ映画
- あの夏、君を忘れない The Last Prostitute (1991) テレビ映画
- ディープ・カバー Deep Cover (1992)
- 心臓が凍る瞬間 The Fear Inside (1992) テレビ映画
- ボクシング・ヘレナ Boxing Helena (1993)
- ボディ・スナッチャーズ Body Snatchers (1993)
- カリフォルニア Kalifornia (1993)
- シュガー・ヒル Sugar Hill  (1993)
- サバイビング・ゲーム Surviving the Game (1994)
- 娼婦ベロニカ Dangerous Beauty (1998)
- ザ・リング The Ring (2002)
- Mr.&Mrs. スミス Mr. & Mrs. Smith (2005)
- ヘアスプレー Hairspray (2007)
- スパイアニマル・Gフォース G-Force (2009)
- 魔法使いの弟子 The Sorcerer's Apprentice (2010)
- バーレスク Burlesque (2010)
- ロック・オブ・エイジズ Rock of Ages (2012)
- ローン・レンジャー The Lone Ranger (2013)
- ピートと秘密の友達 Pete's Dragon (2016)
- スペクトル Spectral (2016)
- キュア 〜禁断の隔離病棟〜 A Cure for Wellness (2016)
- 6アンダーグラウンド 6 Underground (2019)
- Underwater (2020)
- G.I.ジョー:漆黒のスネークアイズ Snake Eyes (2020)